# 양산 화제리 도요지
양산 화제리 도요지(梁山 花濟里 陶窈址)는 대한민국 경상남도 양산시 원동면 화제리에 있는 도요지이다. 1997년 12월 31일 경상남도의 기념물 제195호로 지정되었다.

## 개요
원동면 화제리 화제초등학교 교사 뒤쪽 낮은 구릉상의 민묘가 있는 지역 일대가 양산 화제리 도요지이다.
양산 화제리 도요지에서는 녹청자 가마와 도편(陶片)이 확인되었다. 채집된 도편은 모래 등 잡물이 섞인 거친 태토를 사용하여 만들었다. 또한 철분 함량에 따라 녹색, 갈색, 회색 등이 발색되었는데, 표면은 고르지 못하다. 양산 화제리 도요지에서 수습된 녹청자편은 인천시 북구 경서동, 전라남도 해남군 산이면 진산리 가마에서 발견된 녹청자와 비슷한 특징이 있다. 발견된 도편은 거의 대부분 문양이 없으며, 주로 대접류와 접시류가 채집되었다.
일반적으로 녹청자는 해무리굽청자와 함께 고려 전기 청자의 일종으로 본다. 그러나 학계 일각에서는 11세기 후반에 지방에서만 만들어진 것으로 보기도 한다. 양산 화제리 도요지는 녹청자의 제작 시기의 설정 문제 연구에 좋은 자료가 된다.

## 참고 자료
- 양산 화제리 도요지 - 국가유산청 국가유산포털